# ロクンバ渓谷
ロクンバ渓谷（ロクンバけいこく）はペルーのタクナ、ホルヘ・バサドレ郡にある渓谷である。
タクナから北西に93km、車で片道1時間ほどのところに位置しており、渓谷一帯は品質の良いワインとピスコの産地として知られている。
農業も盛んで、チリペッパーの産地としても知名度が高い。
また、渓谷のあるロクンバは郡の中心にあり、ロクンバ－Locumbaという名を持つ聖人が暮らした場所である。
ロクンバの聖域と呼ばれる教会が観光客と信者を集めている。
毎年9月に祭りが開かれており、この祭りは1776年から続いている。